# میزنای
لوله باریکی که ادرار را از کلیه‌ها به مثانه می‌برد میزنای یا حالِب نام دارد. این مجرا از لگنچه منشأ گرفته و به مثانه ختم می‌شود.
مثانه نیز ادرار را از طریق لوله دیگری به نام میزراه (پیشاب‌راه) تخلیه می‌کند.
میزنای در افراد بالغ معمولاً میان ۲۵ تا ۳۰ سانتیمتر درازا دارد. در جدار میزنای عضلات صاف دیده می‌شوند. انتهای حالب (پیوستگاه میزنای و مثانه) به صورت اسفنگتر یکطرفه عمل کرده در انسان سالم مانع ریفلاکس ادرار از مثانه به میزنای می‌شود. جدار حالب از سه لایه تشکیل شده است که شامل: ۱- در خارج بافت همبندی ۲- میانی بافت عضلانی ۳- داخلی لایهٔ مخاطی

رونگاره و شمای کلیه.
۱ بافت‌های مخروطی کلیوی
۲ سرخرگ‌های میان بافتی
۳ سرخرگ کلیوی
۴ سیاه‌رگ کلیوی
۵ ناف کلیه
۶ لگنچه کلیوی
۷ میزنای
۸ فرورفتگی فرعی
۹ کپسول کلیوی
۱۰ بخش پایینی کپسول کلیوی
۱۱ بخش بالایی کپسول کلیوی
۱۲ سیاه‌رگ میان بافتی
۱۳ نفرون
۱۴ فرورفتگی فرعی
۱۵ فرورفتگی اصلی
۱۶ برآمدگی کلیوی
۱۷ ستون برتین یا ستون کلیوی

## نگارخانه

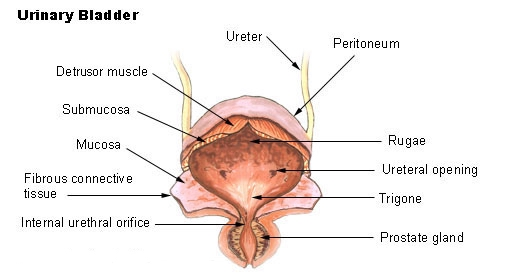
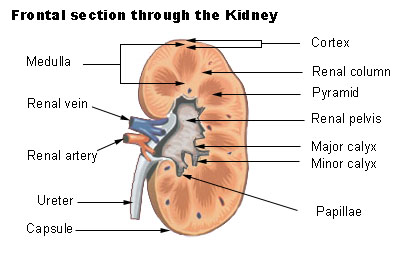
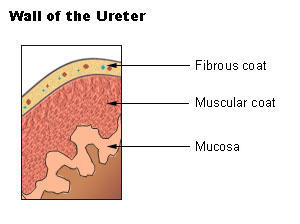
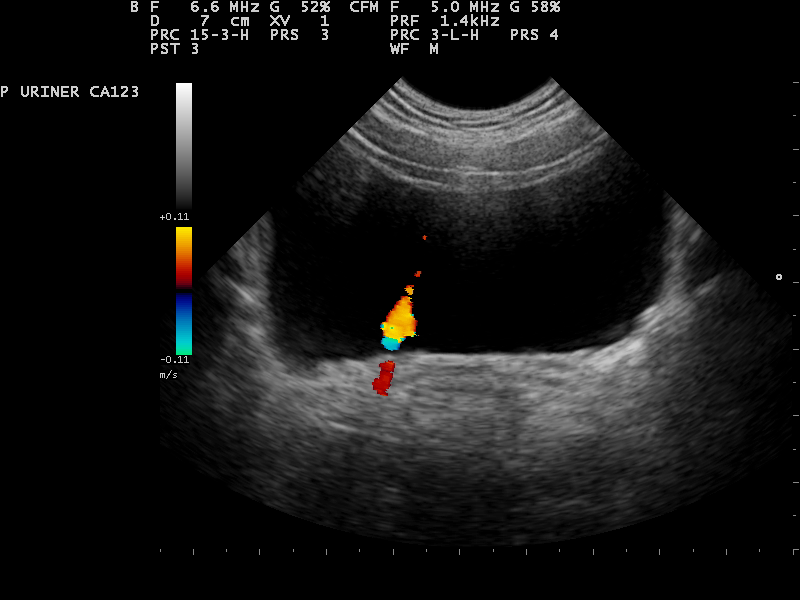
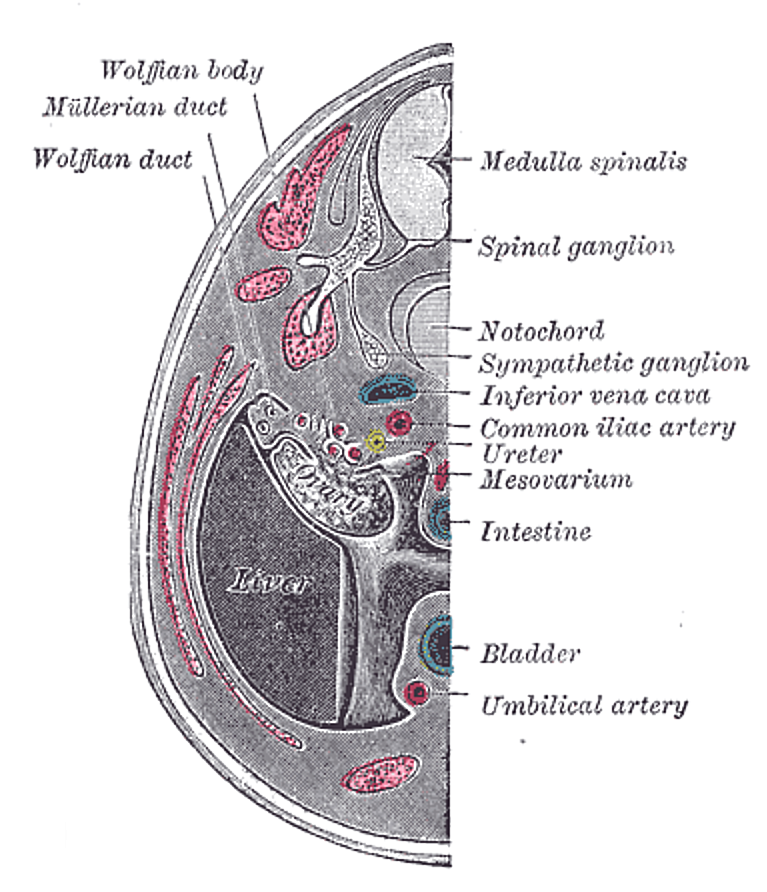
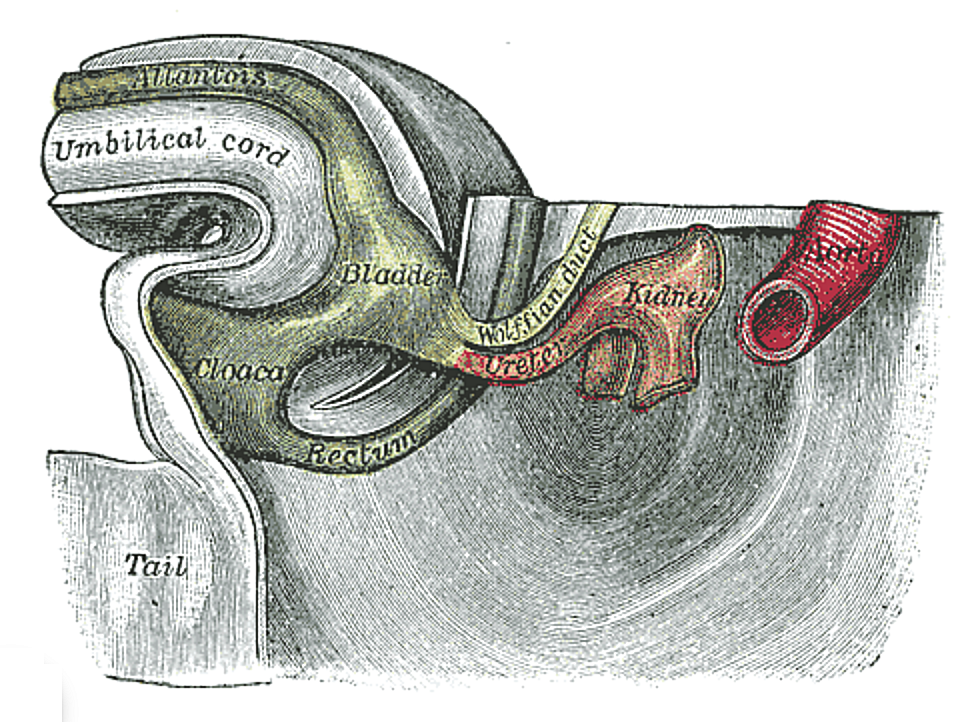
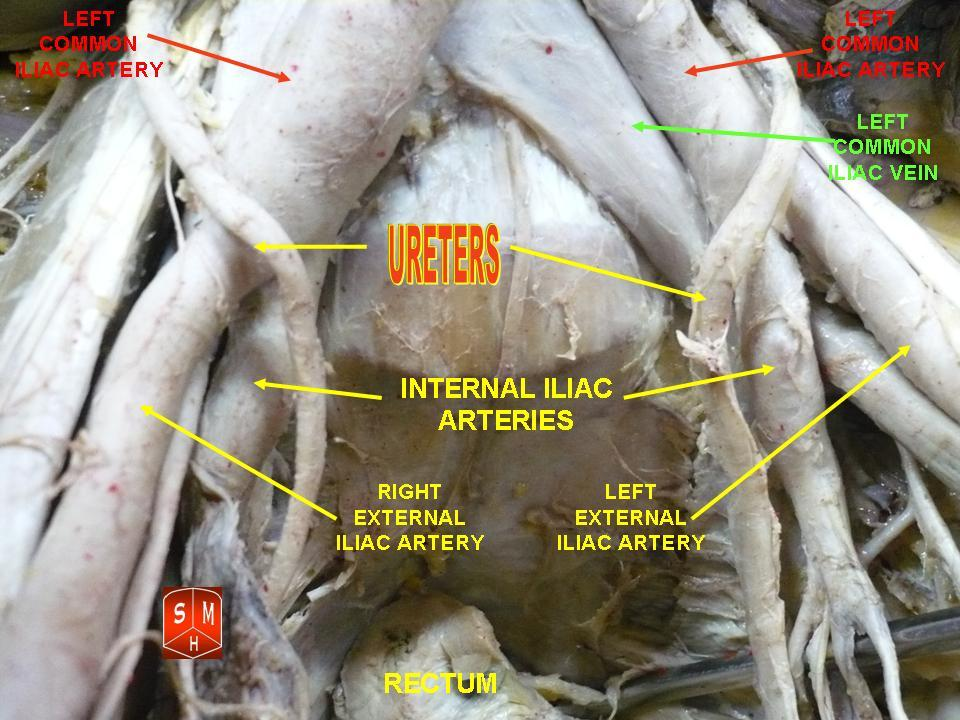
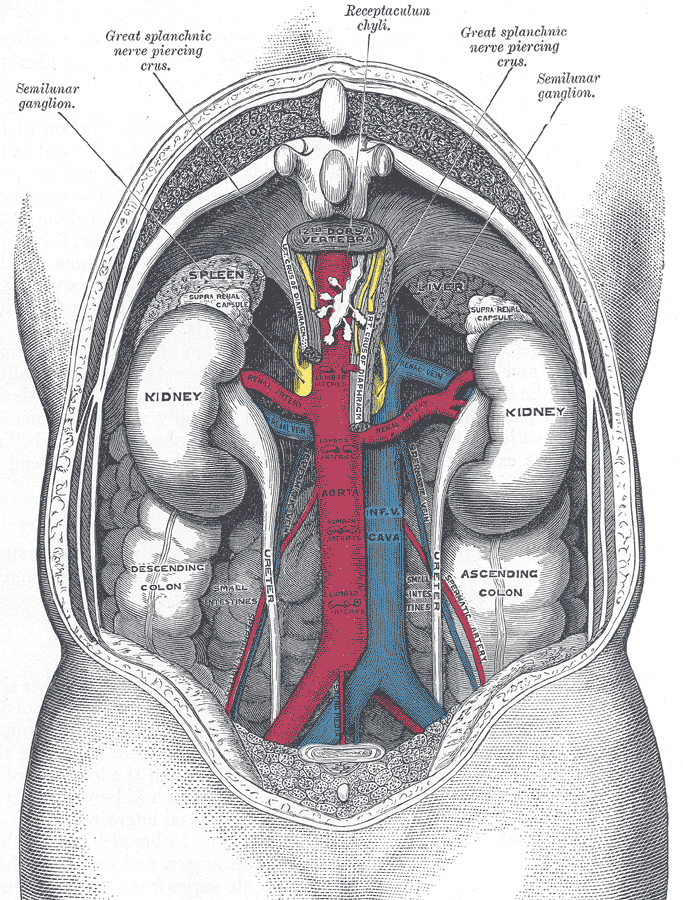